# Denis Petenev
Denis Anatoljevitsj Petenev (Russisch: Денис Анатольевич Петенев) (Volodarskoe, Oblast Leningrad, 9 september 1972) is een professionele basketbalspeler die speelde voor verschillende teams in Rusland.

## Carrière
Petenev begon zijn carrière bij STG-Stroitel Samara in 1992. In 1995 stapte hij over naar Arsenal Toela. In 1997 keert hij terug naar BK Samara. In 1999 verhuisd hij naar AZS Lublin in Polen. Na één jaar keert hij terug naar Rusland om te spelen voor Evraz Jekaterinenburg. In 2002 gaat hij naar BIPA-Moda Odessa in Oekraïne.

## Erelijst
- Landskampioen Rusland:
  - Derde: 1993, 1998